# Печёнкин, Василий Прокопьевич
Васи́лий Проко́пьевич Печёнкин (12 января 1919, дер. Печёнки, Вятская губерния — 18 июля 1975, Смоленск) — генерал-майор Советской Армии, участник Великой Отечественной войны.

## Биография
Василий Печёнкин родился 12 января 1919 года в деревне Печёнки (ныне — Верхошижемский район Кировской области). В 1938 году он окончил лесотехнический техникум, остался там преподавать. В 1939 году Печёнкин был призван на службу в Рабоче-крестьянскую Красную Армию. 6 июня 1941 года окончил 1-е Ленинградское артиллерийское училище.
С первого дня Великой Отечественной войны — на её фронтах. Принимал участие в боях на Северо-Западном, Калининском, Ленинградском фронтах. Участвовал в боях под Ленинградом, освобождении Прибалтики, боях в Восточной Пруссии. Прошёл путь от командира взвода до командира артиллерийского дивизиона. В феврале 1942 года получил тяжёлое ранение, почти полгода лечился в госпитале. За боевые отличился был награждён орденом Красного Знамени, орденами Отечественной войны 1-й и 2-й степеней, рядом медалей.
После окончания войны Печёнкин продолжил службу в Советской Армии. Служил в 11-й гвардейской армии Прибалтийского военного округа, командовал дивизионом, был начальником штаба артиллерийского полка, старшим офицерском отделения боевой подготовки. В 1954 году он окончил основной факультет Военной академии имени М. В. Фрунзе. Командовал артиллерийским полком в Дальневосточном военном округе. С 1958 года Печёнкин служил в отделе кадров Дальневосточного военного округа, с 1968 года был начальником этого отдела. В 1970 году ему было присвоено воинское звание генерал-майора. В 1973—1975 годах Печёнкин занимал должность военного комиссара Смоленской области. Умер 18 июля 1975 года, похоронен на Братском кладбище Смоленска.

## Комментарии
1. ↑  В Верхошижемском районе Кировской области существовали две деревни Печёнки:
1) Печенки (Марковский), относившаяся к Поломской, затем — Верхошижемской волости Вятского уезда, в последующем входившая в состав Спудновского сельсовета; не сохранилась[1];
2) Печенки (Ключевский), относившаяся к Нагорской, затем — Куменской волости Вятского уезда, в последующем входившая в состав Калачиговского сельсовета; не сохранилась[2].